# Crocidura denti
Crocidura denti — вид ссавців родини Soricidae. Він зустрічається в Камеруні, Центральноафриканській Республіці, Республіці Конго, Демократичній Республіці Конго, Екваторіальній Гвінеї, Габоні, Гвінеї, Ліберії, Нігерії, Сьєрра-Леоне та Уганді. Його природні місця проживання — субтропічні або тропічні вологі рівнинні ліси та вологі савани.